# Det kejserlige kunstakademi
59°56′14.9″N 30°17′24.9″Ø / 59.937472°N 30.290250°Ø
Det kejserlige kunstakademi, også kaldet Sankt Petersborgs kunstakademi, Det russiske kunstakademi eller Repina, var et kunstakademi i Sankt Petersborg grundlagt i 1757 af Ivan Shuvalov under navnet Akademiet for de tre fine kunstarter. Ved grundlæggelsen af kunstakademiet i Sankt Petersborg en afdeling under Det Kejserlige Universitet i Moskva. Akademiet havde til huse i Shuvalovs private palæ i Sankt Petersborg. I 1763 blev kunstakademiet udskilt fra universitetet i Moskva og blev en selvstændig institution under navnet Det Kejserlige Kunstakademi. Kejserinde Katarina den Store besluttede i 1764 at mangedoble akademiets budget og samtidig begyndte opførelsen af en ny bygning til akademiet ved floden Neva i Sankt Petersborg. Det tog 25 år at færdiggøre det nyklassisistiske bygningsværk.
Akademiet blev nedlagt i 1918 efter oktoberrevolutionen og blev i stedet omdannet til en almen uddannelsesinstitution inden for kunst og sovjetisk kultur. Det russiske kunstakademi blev i 1947 flyttet til Moskva og det meste af institutionens kunstsamling flyttet til Ermitagen. Bygningen i Leningrad blev overtaget af Ilja Repin og benyttet til Leningrad Institutet for maleri, skulptur og arkitektur. Siden 1991 er institutionen kaldet Sankt Petersborg Instituttet for maleri, skulptur og arkitektur.